# Kazuaki Takano
Pour les articles homonymes, voir Takano.
Kazuaki Takano (高野和明 Takano Kazuaki) (né le 26 octobre 1964  à Tokyo) est un écrivain et scénariste japonais. Il est membre de la Mystery Writers of Japan.

## Biographie
Dès 1985, Takano travaille dans le milieu du cinéma et de la télévision sous le patronage du grand cinéaste Kihachi Okamoto. En 1989, il part étudier la mise en scène, la prise de vue et le montage cinématographiques au Los Angeles City College. De retour au Japon après avoir interrompu son cursus, il devient scénariste pour le cinéma et la télévision. En 2001, il publie  『13階段』, Treize Marches (traduction 2016 en France, aux Presses de la Cité). Encensé par la critique, immédiatement lauréat du prix Edogawa Ranpo, ce premier roman se vend à plus de 400 000 exemplaires et est adapté au cinéma.

## Œuvres littéraires

### Romans
- 『13階段』 (Jûsan kaidan), 2001. Prix Edogawa Rampo ;
- 『ジェノサイド』 (Jenosaido, Génocide(s)), 2011. Prix Fûtarô Yamada et prix des auteurs japonais de roman policier, traduit en anglais, allemand, portugais, hongrois et français ;
- 『グレイヴディッガー』 (Gureivudiggaa, Fossoyeur), 2002 ;
- 『K・Nの悲劇』 (K.N. no higeki, La Tragédie de K.N.), 2003

### Nouvelles
- 『6時間後に君は死ぬ』 (Roku ji kan go ni kimi wa shinu, Tu n’as plus que six heures à vivre), 2007 (adapté à l’écran)

### Traductions

#### - en français
- Treize Marches, 2016, traduit du japonais par Jean-Baptiste Flamin, éditions Presses de la Cité ;
- Génocide(s), 2018, traduit du japonais par Jean-Baptiste Flamin, éditions Presses de la Cité  (ISBN 978-2-2581-3512-3) ;

#### - en anglais
- Genocide of One, 2014, traduit du japonais par Philip Gabriel, éditions Mulholland Books ;

#### - en allemand
- Extinction, 2015, traduit de l'anglais par Rainer Schmidt, éditions Verlag C. Bertelsmann ;
- 13 Stufen, 2017, traduit du japonais par Sabine Mangold, éditions Penguin Verlag ;

#### - en italien
- Il protocollo ombra, 2015, traduit de l'anglais par V. Ogro, éditions Garzanti Libri ;